# California State University, Chico

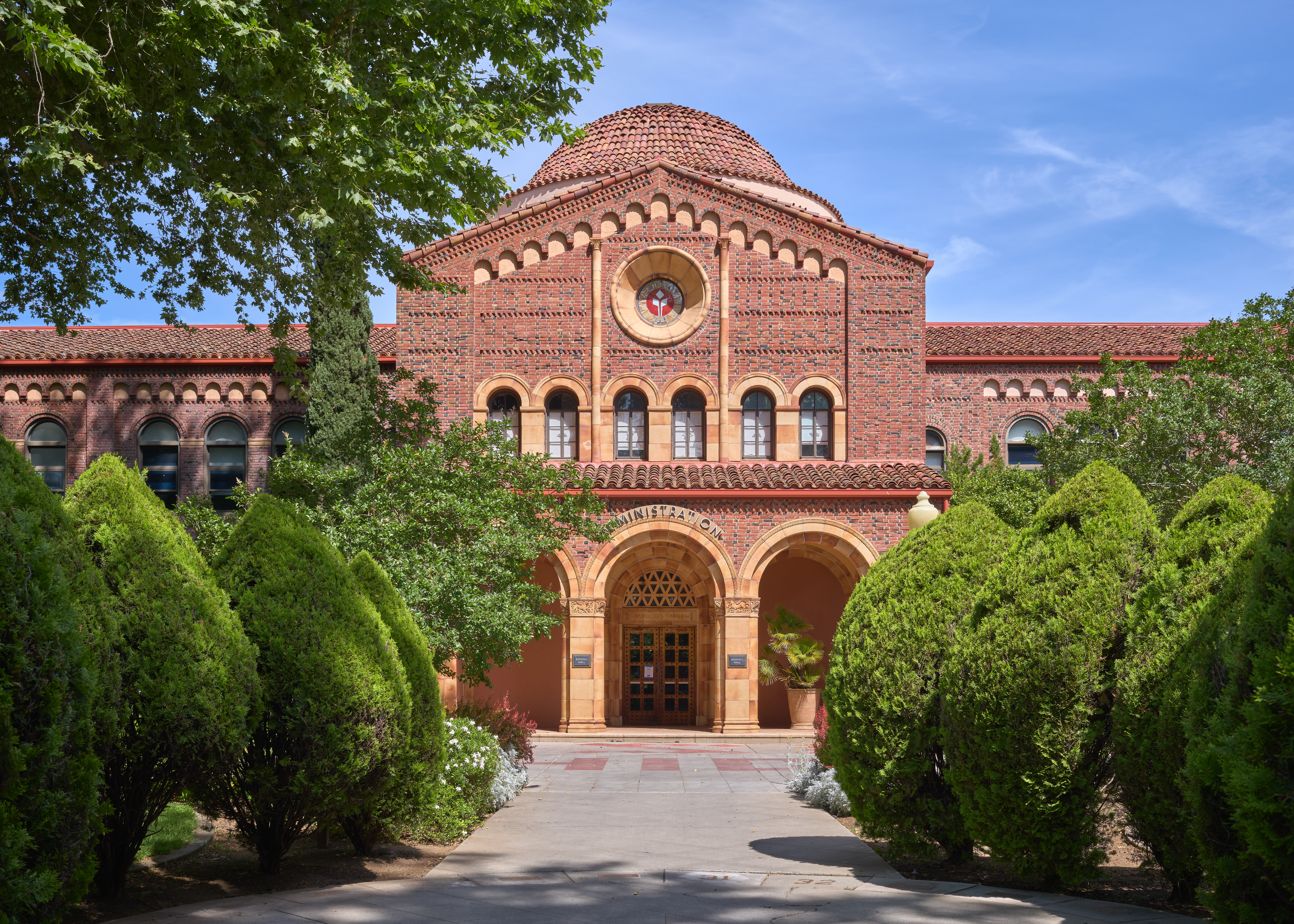
Kendall Hall, das zentrale Verwaltungsgebäude auf dem Campus von Chico State, im Juni 2023

Die California State University, Chico (auch als Chico State oder Cal State, Chico bekannt) ist eine staatliche Universität in Chico im US-Bundesstaat Kalifornien, etwa 100 Meilen nördlich von Sacramento gelegen. 1887 gegründet, ist sie nach der San José State University die zweitälteste Universität des California-State-University-Systems. Im Herbst 2019 waren 17.019 Studenten eingeschrieben.

## Studienangebot
Das Studienangebot umfasst unter anderem:
- Geisteswissenschaften und Schöne Künste
- Kommunikationswissenschaften und Pädagogik
- Ingenieurwissenschaften, Informatik und Bauwesen
- Landwirtschaft
- Naturwissenschaften
- Verhaltens- und Sozialwissenschaften
- Wirtschaftswissenschaften
- School of Graduate, International, and Sponsored Programs

## Sport
Die Sportteams der Chico State sind die Wildcats. Die Hochschule ist Mitglied in der California Collegiate Athletic Association.

## Persönlichkeiten
- Raymond Carver – Autor
- Amanda Detmer – Schauspielerin
- Randy Larsen – Umweltphilosoph
- Mike Thompson – Politiker